# Calliopsis trifolii
Calliopsis trifolii is een vliesvleugelig insect uit de familie Andrenidae. De wetenschappelijke naam van de soort is voor het eerst geldig gepubliceerd in 1952 door Timberlake.